# Arraziguet
Pour les articles homonymes, voir Arraziguet.
Arraziguet est une ancienne commune française du département des Pyrénées-Atlantiques. Le 7 septembre 1845, la commune fusionne avec Arzacq pour former la nouvelle commune d'Arzacq-Arraziguet.

## Géographie
Situé au nord-est du département et du Béarn, le village est frontalier avec les Landes.

## Toponymie
Le toponyme Arraziguet apparaît sous la forme Raviguet (1793 ou an II) et n’est pas mentionné sur la carte de Cassini (fin XVIIIe siècle). Michel Grosclaude indique que l’origine du toponyme est arrasic (« racine » en gascon), augmenté du suffixe collectif -etum, ce qui donne « amas de racines, souches ».

## Démographie
| 1793 | 1800 | 1806 | 1821 | 1831 | 1836 |
| ---- | ---- | ---- | ---- | ---- | ---- |
| 222  | 254  | -    | 303  | 290  | 290  |

## Pour approfondir